# Hecatera weissi
Hecatera weissi är en fjärilsart som beskrevs av Max Wilhelm Karl Draudt 1934. Hecatera weissi ingår i släktet Hecatera och familjen nattflyn. Inga underarter finns listade i Catalogue of Life.